# Grand Prix Pino Cerami 1964
Il Grand Prix Pino Cerami 1964, prima edizione della corsa, si svolse il 9 aprile su un percorso di 194 km, con partenza e arrivo a Wasmuel. Fu vinto dal belga André Noyelle della Labo-Dr. Mann davanti ai suoi connazionali Jozef Schils e  Willy Bocklant.

## Ordine d'arrivo (Top 10)
| Pos. | Corridore        | Squadra                  | Tempo    |
| ---- | ---------------- | ------------------------ | -------- |
| 1    | André Noyelle    | Labo-Dr. Mann            | 4h56'07" |
| 2    | Jozef Schils     | Labo-Dr. Mann            | a 4"     |
| 3    | Willy Bocklant   | Flandria-Romeo           | s.t.     |
| 4    | Willy Monty      | Pelforth-Sauvage-Lejeune | s.t.     |
| 5    | Raymond Vrancken | Ruberg-Caltex            | s.t.     |
| 6    | Roger Baguet     | Solo-Superia             | s.t.     |
| 7    | Frans Verbeeck   | Wiel's-Groene Leeuw      | s.t.     |
| 8    | Gust Verhaegen   | Mercier-BP-Hutchinson    | s.t.     |
| 9    | Guillaume Demaer | Labo-Dr. Mann            | s.t.     |
| 10   | Alfons Hermans   | Labo-Dr. Mann            | s.t.     |